# St. Wendalinus (Britten)

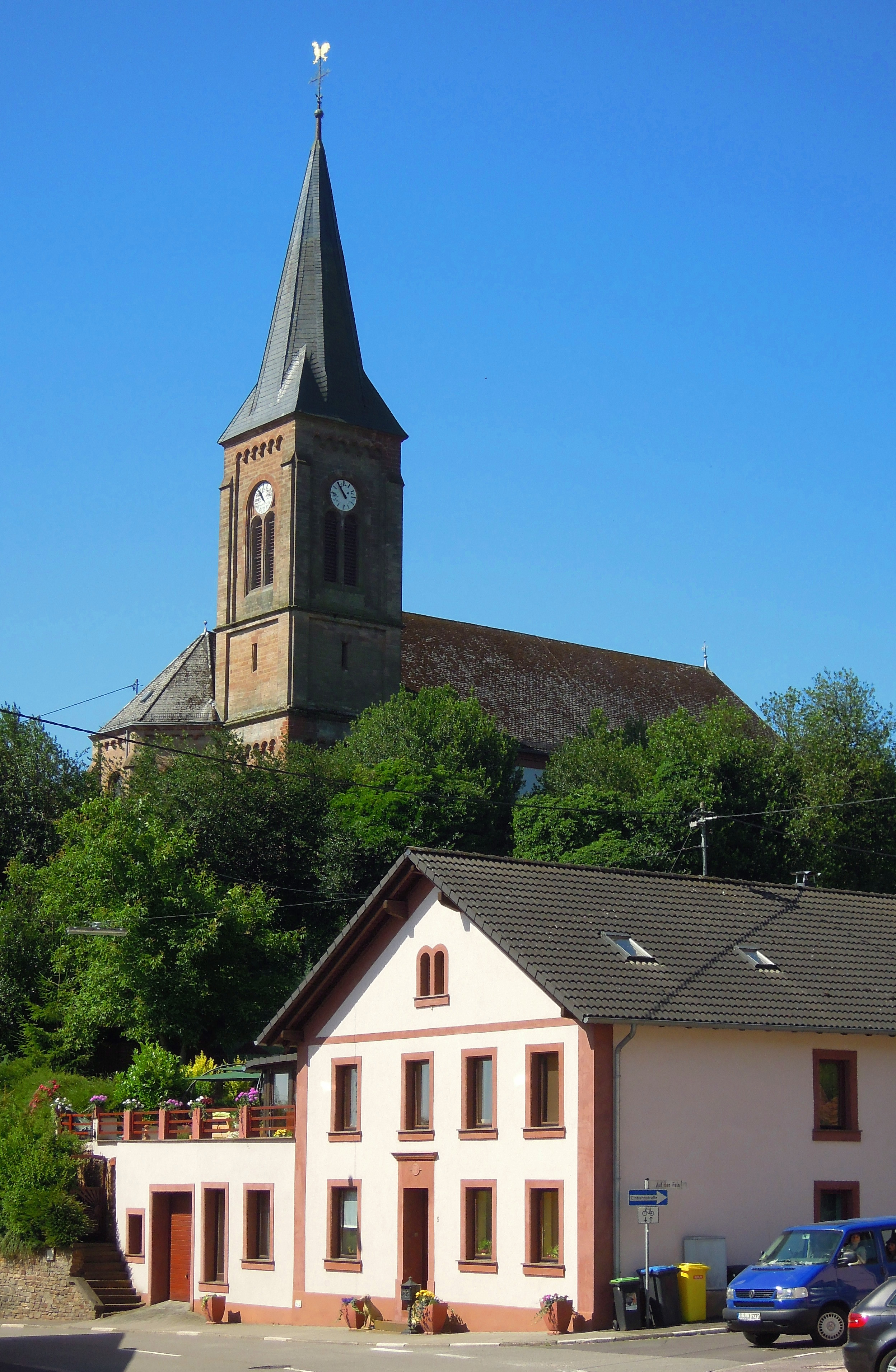
Die katholische Pfarrkirche St. Wendalinus in Britten

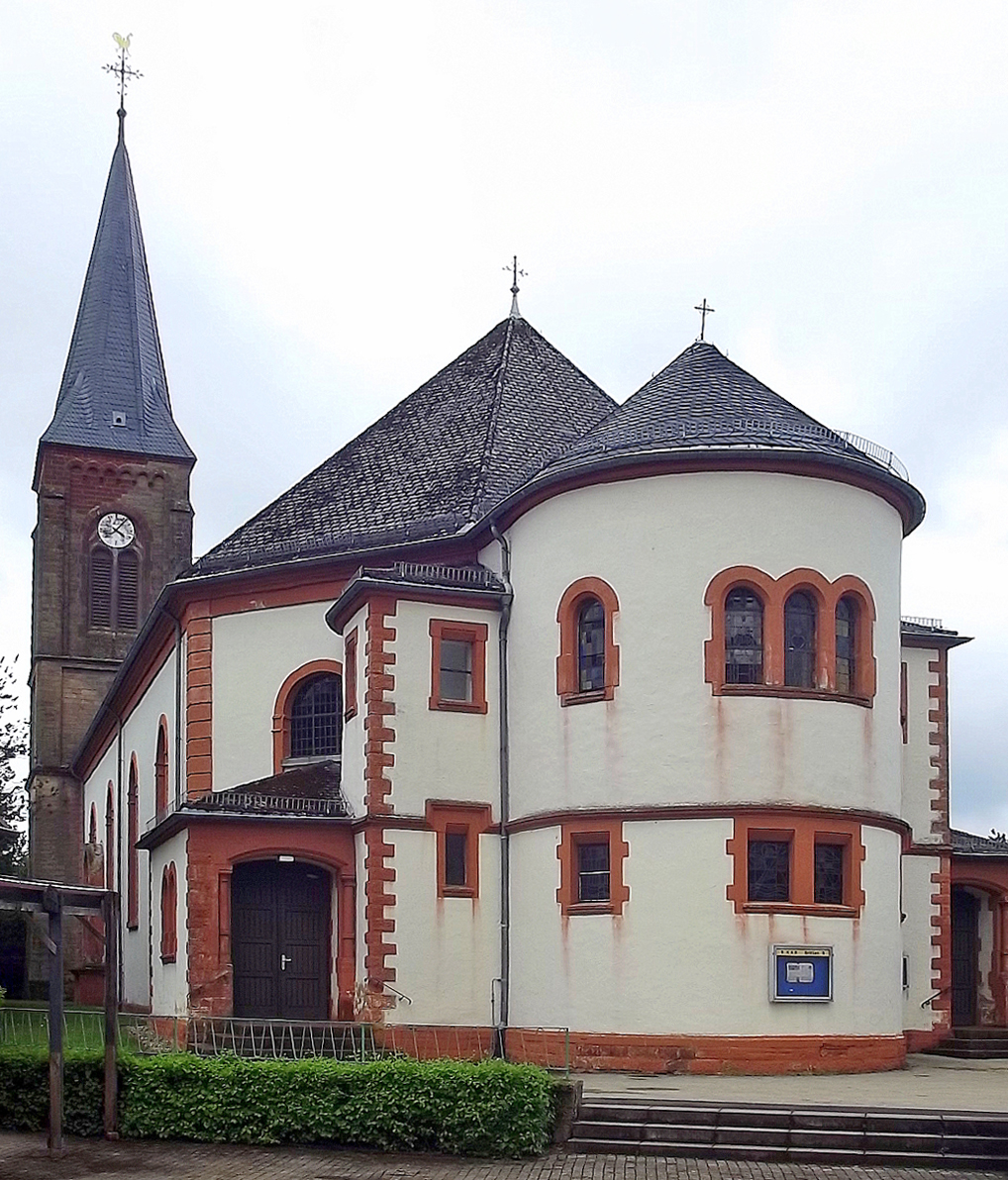
Weitere Ansicht der Kirche

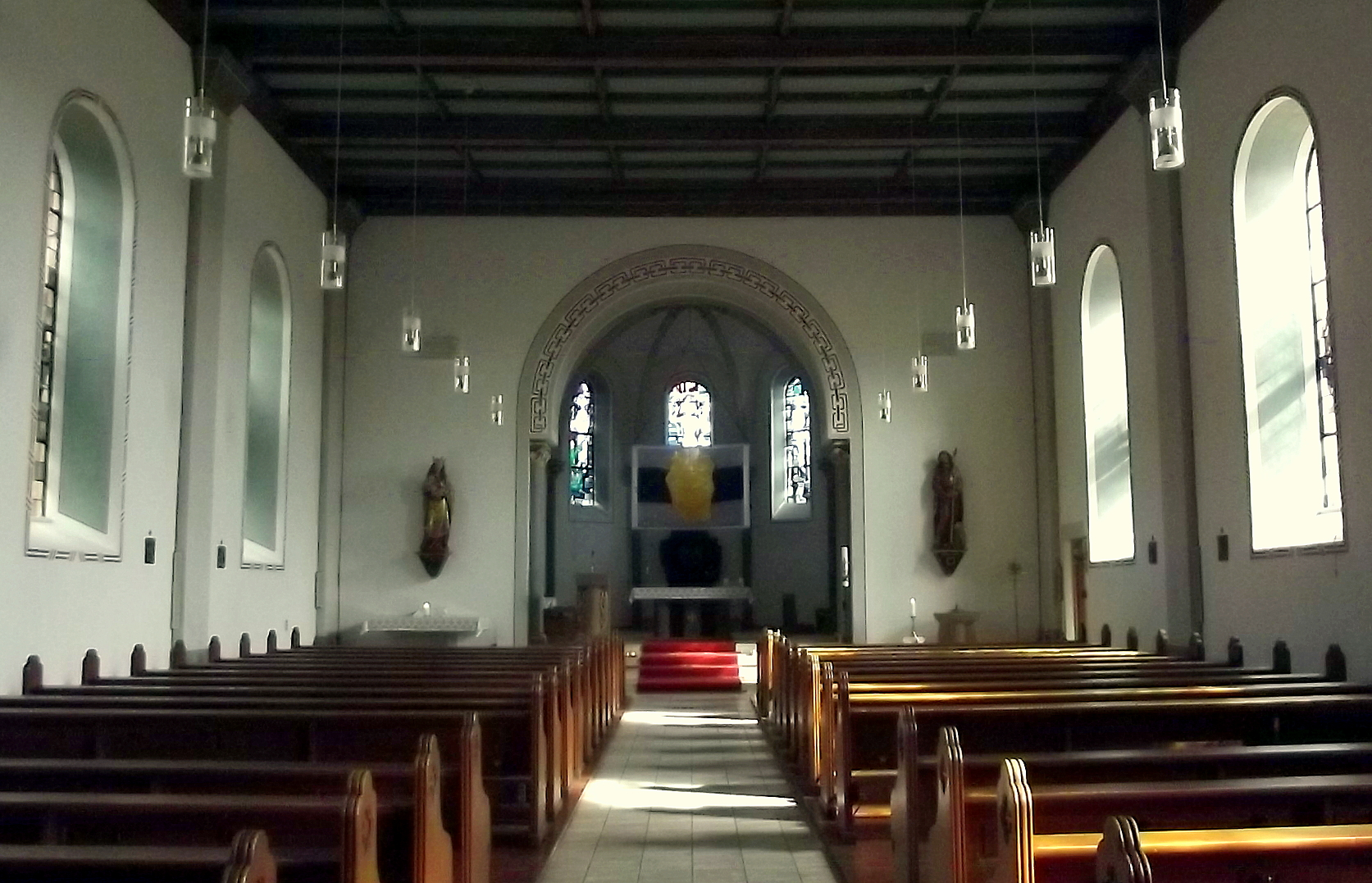
Blick ins Innere der Kirche

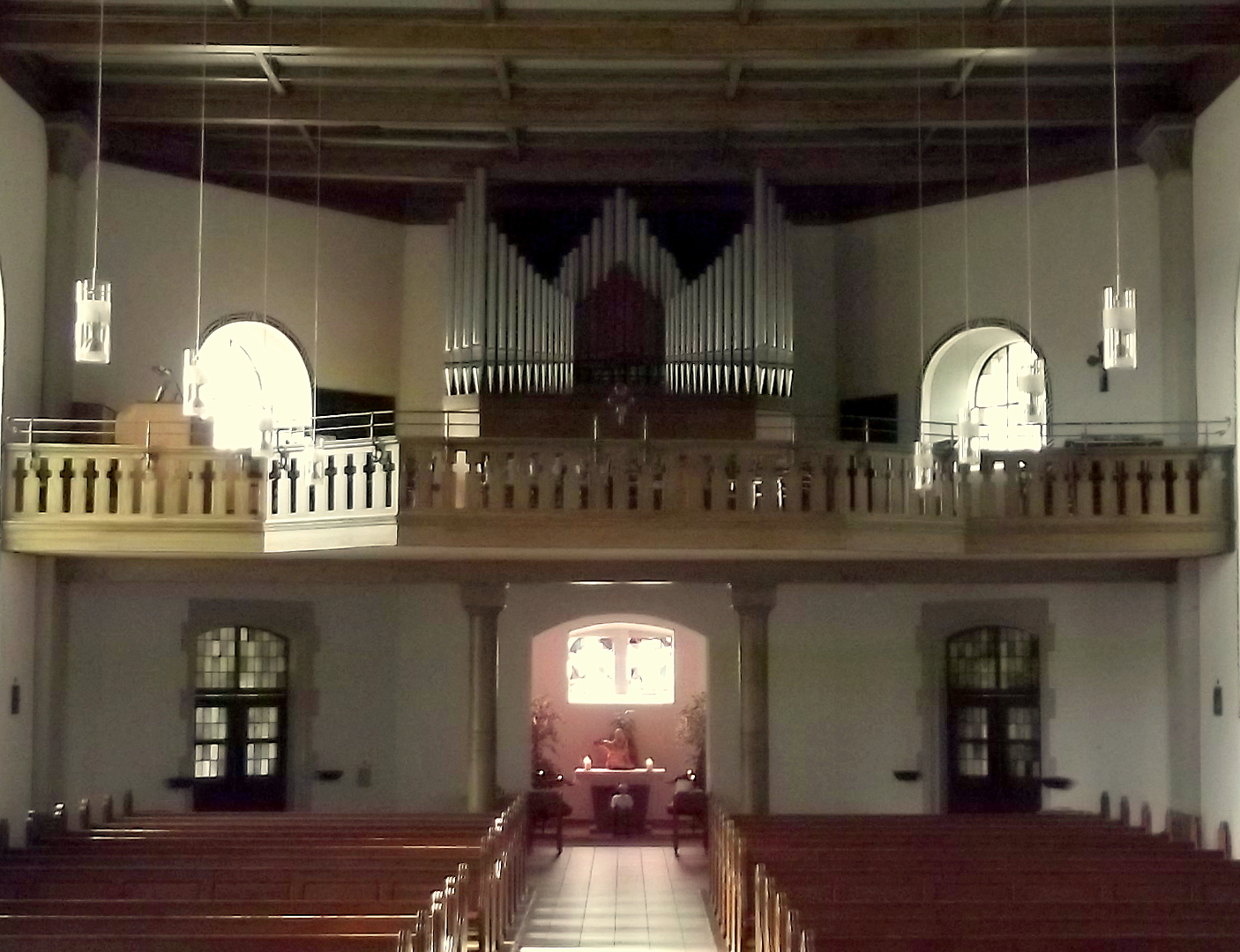
Blick zur Orgelempore

St. Wendalinus ist eine dem heiligen Wendelin geweihte katholische Pfarrkirche im saarländischen Britten, einem Ortsteil der Gemeinde Losheim am See im Landkreis Merzig-Wadern. In der Denkmalliste des Saarlandes ist das Kirchengebäude als Einzeldenkmal aufgeführt.

## Geschichte
Die erste urkundliche Erwähnung einer Kirche in Britten stammt aus dem Jahr 1505.
Das heutige Kirchengebäude wurde in den Jahren 1824 bis 1829 errichtet.
Im Jahr 1853 erfolgte eine Erweiterung des Gebäudes durch den Bau einer Sakristei. Weitere Baumaßnahmen waren im Jahr 1885 der Bau einer Empore, im Jahr 1895 der Einbau von zwei neuen Fenstern, in den Jahren 1898 bis 1899 die Erweiterung von Turm und Sakristei, sowie der Bau eines neuen Eingangs und die Verlegung des Altarraums.
Nach der Jahrhundertwende wurden die Baumaßnahmen in den Jahren 1910 bis 1911 durch den Bau einer Taufkapelle an der Westseite und den Einbau mehrerer Pfeiler in der Kirche fortgesetzt. Es folgten zwischen 1922 und 1924 der Einbau einer Turmuhr und neuer Fenster. Im Jahr 1926 führte die Kunstmalerfirma Ocken (Büren/Westfalen) eine Restaurierung im Inneren der Kirche durch. Letzte Baumaßnahme vor dem Zweiten Weltkrieg war der Bau einer Lourdesgrotte im Jahr 1932.
Aufgrund von Kriegszerstörungen konnten in der Kirche zwischen 1945 und 1949 keine Gottesdienste stattfinden. In dieser Zeit diente ein Saal des Gasthauses Weyandt als Notkirche. Der Wiederaufbau der Kirche fand von 1947 bis 1949 unter der Leitung des Architekten Hans Fässy (Trier) statt. Im Jahr 1955 erfolgte mit einer Restaurierung am Außenbau der Kirche die erste von vielen Restaurierungs- und Umbaumaßnahmen. Es folgten 1956 der Einbau eines Turmuhrglockenspiels, 1957 die Restaurierung der Taufkapelle, 1961 der Einbau von Buntglasfenstern, 1963 der Einbau einer neuen Heizung durch die Firmen Mahr (Aachen) und Dewald (Losheim), 1964 die Restaurierung der Turmuhr durch die Firma Schneider (Sonach/Schwarzwald), von 1965 bis 1967 eine Innen- und Außenrestaurierung mit Erweiterung der Sakristei und Umbau des Altarraums, 1969 der Bau eines neuen Sakramentshauses und die Anbringung eines neuen Bodenbelags im Chor und in der Sakristei und 1971 der Einbau einer neuen Heizung. Für die nächsten zehn Jahre ruhte die rege Bautätigkeit in und am Kirchengebäude, ehe in den Jahren 1981 bis 1982 unter der Federführung von Architekt Walfried Plegnière (Merzig) eine Außenbau-Restaurierung durchgeführt wurde. Die nächste Innenraum-Restaurierung, für die Architekt Ludwig Röder (Losheim) verantwortlich zeichnete, erfolgte im Jahr 1988.
Zuletzt wurde die Kirche im Jahr 2007 einer Restaurierung im Inneren unterzogen, der von 2008 bis 2009 eine Restaurierung der Turmspitze folgte.

## Ausstattung
Zur Ausstattung der Kirche gehören der von Architekt Fritz Thoma (Trier) entworfene und aus Sandstein gefertigte Hochaltar von 1952, dessen Ausführung Steinmetz Peter Ewerhardy (Irsch/Saarburg) oblag, sowie das ebenfalls von Thoma entworfene Taufbecken von 1955, das von Steinmetz Johann Ewerhardy (Britten) ausgeführt wurde.
Von Bildhauer Claus Föhr (Trier) stammt der Marienaltar von 1953 aus Metzer Kalkstein, sowie die im gleichen Jahr entstandene Marienstatue aus dem gleichen Material, die Maria als zweite Eva darstellt. Auch der 1954 entstandene Kreuzweg aus Bronze ist ein Werk Föhrs.
Die von Pastor i. R. Alois Fischbach im Jahr 1957 gestiftete Monstranz wurde von Kirchengoldschmied Hans Alofs (Trier) angefertigt, der auch für ein Vortragekreuz von 1962, drei Ziborien und eine Ziborienschale verantwortlich zeichnete.
Glasmaler Hans Lohbeck (Trier) entwarf im Jahr 1961 elf Fenster der Kirche. Es handelt sich um drei Chorfenster mit den Titeln „Christus, der Auferstandene“, „Christus erscheint dem Apostel Thomas“ und „Christus erscheint Maria Magdalena“, sowie um acht weitere Fenster, die die acht Seligkeiten nach je vier alt- und neutestamentlichen Vorbildern darstellen. Ausgeführt wurden die Fenster von der Firma Kaschenbach (Trier). Die vier ebenfalls von der Firma Kaschenbach ausgeführten Fenster in der Taufkapelle stammen von Glas- und Kirchenmaler Reinhard Hess (Trier).
Weitere Ausstattungsgegenstände sind der von der Firma Schreiner (Merzig) gefertigte schmiedeeiserne Ambo von 1967, das von Bildhauer Hans Glawe (Göttelborn) geschaffene Sakramentshaus „Das Neue Jerusalem“ von 1969, sowie der von Bildhauer Georg Gehring (Adenau) aus Sandstein angefertigte Ambo von 1989, der als Ersatz des Ambos von 1967 dient.

## Orgel
Die Orgel der Kirche wurde im Jahr 1953 von der französischen Orgelbaufirma Haerpfer & Erman (Boulay/Lothringen) erbaut. Im Jahr 1972 wurden Quinte und Terz im Schwellwerk durch Orgelbaumeister Herbert Schmidt (Mersch/Luxemburg) zu einer Sesquialtera zusammengeführt. Auf dem frei gewordenen Stock der Terz wurde eine neue Zimbel gestellt.
Das Kegelladen-Instrument ist auf einer Empore aufgestellt und verfügt über 19 Register, verteilt auf zwei Manuale und ein Pedal. Die Spieltraktur ist elektropneumatisch, die Registertraktur ist elektrisch. Die Stimmtonhöhe beträgt 440 Hz. Die Temperatur ist gleichstufig. Die Disposition lautet wie folgt:
| I Hauptwerk C–g3 |           |       |
| 1.               | Prinzipal | 8′    |
| 2.               | Rohrflöte | 8′    |
| 3.               | Oktave    | 4′    |
| 4.               | Nachthorn | 4′    |
| 5.               | Oktave    | 2′    |
| 6.               | Mixtur IV | 1 ⁄3′ |
| 7.               | Krummhorn | 8′    |

| II Schwellwerk C–g3 |                 |       |
| 8.                  | Holzgedackt     | 8′    |
| 9.                  | Salizional      | 8′    |
| 10.                 | Prästant        | 4′    |
| 11.                 | Rohrflöte       | 4′    |
| 12.                 | Sesquialtera II | 2 ⁄3′ |
| 13.                 | Waldflöte       | 2′    |
| 14.                 | Zimbel III      | 2⁄3′  |
| 15.                 | Trompete        | 8′    |
|                     | Tremolo         |       |

| Pedal C–f1 |              |     |
| 16.        | Subbaß       | 16′ |
| 17.        | Prinzipalbaß | 8′  |
| 18.        | Gedecktbaß   | 8′  |
| 19.        | Flöte        | 4′  |

- Koppeln: II/I, I/P, II/P
- Spielhilfen: 1 freie Kombination, Tutti, Kollektivzug „Zungen ab“